# Giuseppe Moleti

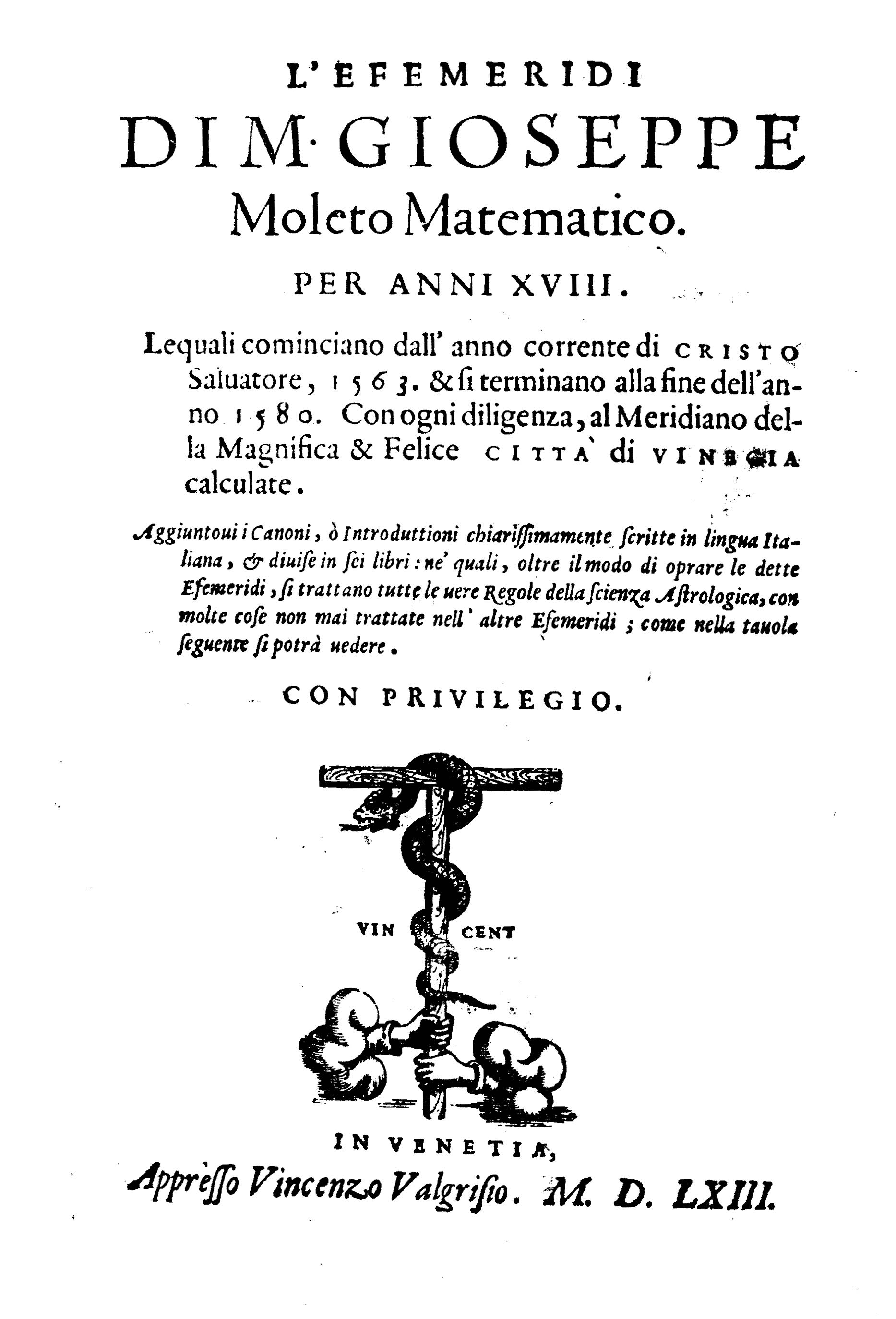
Efemeriden voor de komende 18 jaren (1563)

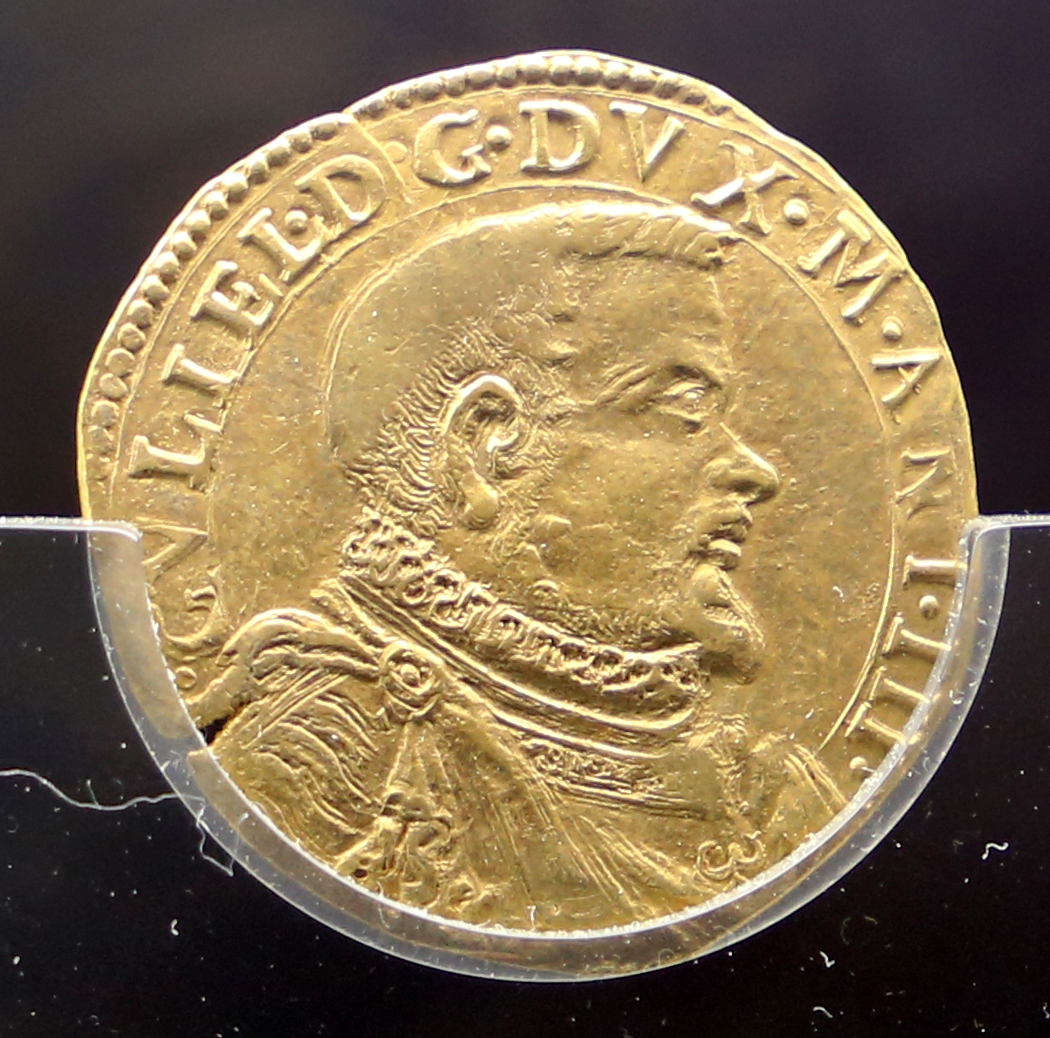
Guglielmo I Gonzaga, zijn mecenas in Mantua. Gouden dukaat

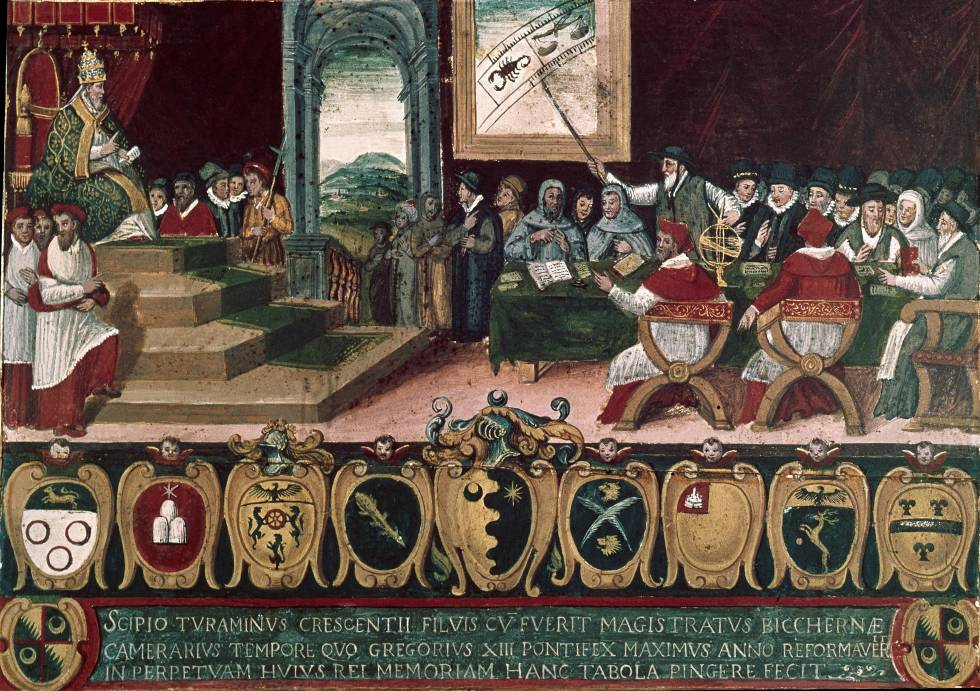
Pauselijke Commissie voor de hervorming van de kalender (1582)

Giuseppe Moleti, Moletti of Moleto (Messina, 1531 – Padua, 25 maart 1588) was een medicus-wiskundige in de republiek Venetië. Hij was hoogleraar wiskunde en astronomie aan de universiteit van Padua. Zijn naam in het Latijn waarmee hij publiceerde, was Josephus Moletius.
Moleti nam deel aan de pauselijke commissie die de Gregoriaanse kalender invoerde in 1582.

## Levensloop

### Koninkrijk Sicilië
Moleti werd geboren in Messina, een stad in het Spaanse koninkrijk Sicilië. Hij werd geboren in een zijtak van een adellijke familie in Seminara, aan de overkant van de Straat van Messina. De zijtak was niet meer adellijk.
Bij de jezuïeten in Messina studeerde Moleti wiskunde. Deze school was recent geopend door de Spaanse overheid. Hij verliet Sicilië omdat het voor hem als leek onmogelijk was carrière te maken in de wiskunde. Daarom verliet hij in de periode 1550-1560 Sicilië.

### Republiek Venetië
Moleti vestigde zich in Padua, in de republiek Venetië, waar hij afstudeerde tot medicus. Vervolgens trok hij naar Verona waar hij privé-leraar wiskunde en astronomie was. Zijn medische praktijk kon hij starten in Venetië, de hoofdstad van de republiek. Naast zijn medische praktijk besteedde Moleti tijd aan astronomische observaties en het voorspellen van de beweging der planeten.
In 1561 verscheen zijn eerste publicatie; het was een bijlage met aardrijkskundige termen bij het boek van Girolamo Ruscelli. Dit werd apart gepubliceerd in 1571. In 1562 werkte hij mee aan het boek van W. Pirkheimer, dat een Latijnse vertaling was van Geografia van Ptolemaeus. De vertaling was voorzien van commentaren. Vanaf 1563 begon Moleti met het publiceren van astronomische tabellen, efemeriden, in het Italiaans. Hij bleef dit doen tot 1580. In Siena liet hij dezelfde tabellen maar dan in het Latijn publiceren. Ze bevatten de bewegingen van planeten, maansverduisteringen, conjuncties van zon en maan, doch ook astrologie, namelijk hoe de beweging der hemellichamen menselijk gedrag zal beïnvloeden.
Moleti kende de theorie van Copernicus, die duidelijk stelde dat de aarde rond de zon draaide. Nochtans nam Moleti in zijn geschriften hiervan afstand. Hij vond het veiliger om met de oude concepten uit de Klassieke oudheid te werken.
In 1570 werd Moleti zwaar ziek. Hij liet zijn testament opstellen, waarbij G.V. Pinelli, een geleerde in Genua, zijn boekenverzameling mocht krijgen.

### Hertogdom Mantua
Moleti herstelde evenwel van zijn ziekte. Hij verliet Venetië om in dienst te treden van hertog Guglielmo I Gonzaga in Mantua (1570). Zeven jaar was Moleti leraar wiskunde aan het hof voor de jonge prins Vincenzo I Gonzaga. In Mantua publiceerde hij een essay over de mechanica, in het Italiaans. Hij bestudeerde er de valsnelheid van voorwerpen met een verschillend gewicht. Dat hij in de volkstaal schreef, was bedoeld om hertog Gonzaga en andere militairen warm te maken voor oorlogstoepassingen van de mechanica. Later pleitte Moleti ervoor de mechanica als wetenschap onder te brengen onder de natuurfilosofie van Aristoteles. Moleti gaf blijk het werk Quaestiones mechanicae van Pseudo-Aristoteles te kennen. Meer dan een eeuw voor sir Isaac Newton de zwaartekracht definieerde, worstelde Moleti met waarnemingen als valversnelling en weerstand.

### Republiek Venetië
In 1577 verliet Moleti Mantua. De universiteit van Padua heropende na een pestepidemie. Ze bood aan Moleti de leerstoel wiskunde en astronomie aan, voor de aantrekkelijke wedde van 200 florijnen, later verhoogd tot 300 florijnen. Priester-hoogleraar Pietro Catena (1501-1576) was er overleden. Moleti volgde hem op doch behield zijn band met het hof van Mantua. Tijdens de vakantie verbleef hij aan het hof, en tijdens het academiejaar bezocht prins Vincenzo hem in Padua.
Professor Moleti werd uitgenodigd om in Rome deel uit te maken van de pauselijke commissie die zich boog over de hervorming van de kalender. De Napolitaanse medicus Luigi Giglio was de grondlegger van wat later de Gregoriaanse kalender werd genoemd naar paus Gregorius XIII. Moleti bezorgde de commissie zijn astronomische tabellen in essay-vorm, die hij noemde Tabulae Gregorianae (1580). Moleti steunde de hervorming. Wel was hij van mening de lente-equinox te moeten plaatsen op 25 maart, zoals het geval was ten tijde van Jezus’ leven, en niet meer op 21 maart, zoals het Concilie van Nicea had bepaald. De astronomische tabellen van Moleti werden goed onthaald in de pauselijke commissie.
In 1582 ging de Gregoriaanse kalender in voege in een aantal rooms-katholieke landen zoals de republiek Venetië. In 1584 bezorgde Moleti Rome aanvullende astronomische berekeningen; deze waren merkwaardig genoeg gebaseerd op het Copernicaanse systeem, omdat Moleti besefte dat hij hiermee nauwkeuriger te werk ging. Om Rome niet tegen de haren te strijken, hield Moleti zijn geschrift Theorica Solis repondens positionibus Copernici ofwel Theorie over de zonnebeweging zoals ze beantwoordt aan het Copernicaanse systeem, ver weg van de drukpers. Het manuscript is bewaard in de Biblioteca Ambrosiana in Milaan. Hij gaf daarentegen Copernicus een veeg uit de pan in zijn geschrift Annotianones et animadversationes in Nicolaum Copernicum. Hierin stelde hij zich achter Aristoteles en diens beschrijving dat de zon rond de aarde beweegt.
Nog in de Biblioteca Ambrosiana zijn cursussen bewaard van professor Moleti. Zo doceerde hij Euclides’ Elementen, het perspectief, Aristoteles’ Mechanica, optica, de bol, aardrijkskunde, kosmografie en hydrografie. De verklaring is dat na Moleti’s overlijden (1588) zijn bibliotheek verhuisd werd naar Pinelli in Genua. De nalatenschap van Pinelli kwam finaal terecht in de Biblioteca Ambrosiana.
Van Moleti schreven tijdgenoten dat hij een slechte gezondheid had. Meermaals lag hij doodziek thuis. Hij overleed in 1588 en werd begraven in de kerk San Francesco in Padua. Op zijn begrafenis werd hij geroemd als medicus; philosophus summus; mathematicus eximius. Dit betekent: hij was een medicus; een grote (natuur)filosoof; een uitstekende wiskundige.
Niet alleen Pinelli in Genua was een begunstigde in zijn testament; er waren ook de collega’s hoogleraren geneeskunde die hem langdurig in Padua verzorgd hadden.
Later, in 1610, werd Galileo Galilei hoogleraar in de leerstoel meetkunde, mechanica en sterrenkunde in Padua. Galilei ging resoluut voor het Copernicaanse systeem.